# Paul Graham Wilson
Paul Graham Wilson (* 2. Januar 1928 in Tzaneen in Transvaal, heute Provinz Limpopo in Südafrika; † 29. Juli 2024) war ein australischer Botaniker. Sein offizielles botanisches Autorenkürzel lautet „Paul G.Wilson“; früher war auch das Kürzel „P. Wils.“ in Gebrauch.
Wilson war in South Perth in Western Australia tätig. Zu seinen Spezialgebieten zählten die Rautengewächse (Rutaceae) und die Gänsefußgewächse (Chenopodiaceae); letztere werden aktuell als zu den Fuchsschwanzgewächsen (Amaranthaceae) gehörig angesehen.

## Werke (Auswahl)
- A taxonomic review of the genera Eriostemon and Philotheca (Rutaceae: Boronieae). In: Nuytsia. Band 12, Nr. 2, 1998, S. 239–265.
- New species and nomenclatural changes in Phebalium and related genera (Rutaceae). In: Nuytsia. Band 12, Nr. 2, 1998, S. 267–288.